# ميخائيل كرامر (ممثل)
ميخائيل كرامر (بالألمانية: Michael Cramer)‏ هو ممثل ألماني، ولد في 1 مارس 1930 في Wickrath ‏ في ألمانيا، وتوفي في 28 نوفمبر 2000 في هامبورغ في ألمانيا.

## وصلات خارجية
- ميخائيل كرامر على موقع IMDb (الإنجليزية)
- ميخائيل كرامر على موقع أول موفي (الإنجليزية)
- ميخائيل كرامر على موقع قاعدة بيانات الأفلام السويدية (السويدية)
- ميخائيل كرامر على موقع قاعدة بيانات الفيلم (الإنجليزية)
- ميخائيل كرامر على موقع كينوبويسك (الروسية)